# Alexander von Kluck
Henrik Rudolf Alexander (von) Kluck, född 20 maj 1846, död 19 oktober 1934, var en tysk general under första världskriget. 
Kluck blev officer 1866 och tjänstgjorde samma år i österrikisk-preussiska kriget och därefter i fransk-tyska kriget 1870-71, där han sårades i slaget vid Nouilly 14 augusti 1870. Han avancerade i graderna, blev överste och regementschef 1898, generalmajor och brigadchef 1899, general av infanteriet och armékårschef 1906, adlades 1909 och utsågs 1913 till generalöverste och chef för den 7:e armén. Då första världskriget bröt ut placerades han som befälhavare för den 1:a armén på västfronten, längst ut på högerflanken i anfallet genom Belgien och Frankrike och vann som sådan segarnar vid Mons 23 augusti och Lecateau 25 augusti. Efter att ha kämpat framgångsrikt vid L'Ourcq 5-9 september tvingades Kluck på grund av motgångarna i slaget vid Marne att dra sig tillbaka till Aisnelinjen. Under en inspektion av fortlinjen skadades Kluck allvarligt i benet i mars 1915 och tvingades nedlägga sitt befäl som arméchef. Han pensionerades från aktiv tjänst i oktober 1916. Kluck utgav Der Marsch auf Paris und die Marne-Schlacht 1914 (1920) samt Wanderjahre - Krieg - Gestalten (1929).